# 19+
19+ – polski serial paradokumentalno-fabularny emitowany na antenie TVN od 7 listopada 2016 do 6 grudnia 2019, a następnie od 24 lutego 2020 do 23 maja 2022 na antenie TVN 7.
Jest to serial z gatunku scripted docu opowiadający o absolwentach klasy maturalnej, którzy wkraczają w dorosłość.

## Obsada
| Aktor                             | Rola                                      | Status     |
| --------------------------------- | ----------------------------------------- | ---------- |
| Małgorzata Heretyk-Musiał         | Melania Trzeciak                          | 2016–2022  |
| Anna Zuch                         | Lena Gawrońska                            | 2016–2022  |
| Żaneta Kussa                      | Katarzyna Zarębska                        | 2016–2022  |
| Michał Wilk                       | Rafał Malewicz                            | 2016–2022  |
| Diana Dudlińska                   | Lucyna Brzozowska                         | 2016–2022  |
| Kamil Sobczyk                     | Sebastian Szumiec                         | 2016–2022  |
| Wiktor Durda                      | Kacper Borek                              | 2016–2022  |
| Ernest Musiał                     | Arkadiusz Brzozowski                      | 2016–2022  |
| Malwina Roczniok                  | Iwona Małkowska                           | 2016–2022  |
| Renata Furdyna-Makowska           | Aneta Pawlak, matka Katarzyny             | 2016–2022  |
| Piotr Urbaniak                    | Mariusz Pawlak, ojciec Kamila             | 2016–2022  |
| Tomasz Hajduk                     | Szczepan Kapusta („Frodo”)                | 2016–2022  |
| Magdalena Sonik                   | Julia Malewicz, córka Katarzyny i Rafała  | 2016–2022  |
| Anita Nissenbaum                  | Ewa Trzeciak, matka Melanii               | 2016–2022  |
| Jerzy Cisak                       | Stanisław Trzeciak, ojciec Melanii        | 2016–2022  |
| Kacper Kosiba                     | Bartek Trzeciak, brat Melanii             | 2016–2022  |
| Karol Szczepanik                  | Marcel Piekarski                          | 2016–2022  |
| Jacek Januchowski                 | Tadeusz Kruczek, ojciec Lucyny            | 2016–2022  |
| Justyna Grzybowska                | Zuzanna Jurewicz                          | 2016–2022  |
| Justyna Grzybowska                | Matylda Bogusz, siostra bliźniaczka Zuzy  | 2017       |
| Marcelina Ziętek                  | Kaja Jarosik                              | 2017–2022  |
| Weronika Witek                    | Sara Rogalska                             | 2017–2022  |
| Magdalena Król                    | Monika Różycka                            | 2017–2022  |
| Gabriela Bukowska                 | Magdalena Wolska                          | 2017–2022  |
| Hubert Dyl                        | Krzysztof Markowski                       | 2017–2022  |
| Edyta Tarchała                    | Hanna Brzozowska, matka Arkadiusza        | 2017–2022  |
| Paweł Gorątko                     | Stefan Brzozowski, ojciec Arkadiusza      | 2017–2022  |
| Adam Szarek                       | Witold Zarębski, mąż Katarzyny            | 2017–2022  |
| Bolesław Nowak                    | Konrad Różycki                            | 2017–2022  |
| Karina Lichocka                   | Monika Zarzycka                           | 2017–2022  |
| Marcin Przybyłek                  | Aleksander „Aleks”, ojciec Katarzyny      | 2018–2022  |
| Mirosław Skibiński                | Tomasz Markowski, ojciec Krzysztofa       | 2018–2022  |
| Agnieszka Satera                  | Agnieszka Markowska, matka Krzysztofa     | 2018–2022  |
| Klaudia Piekarz                   | Małgorzata Warecka, dziewczyna Seby       | 2018–2022  |
| Aleksandra Okrzesik               | Dominika Lenartowicz                      | 2019–2022  |
| Artur Bednarz                     | Adrian Kubacki                            | 2019–2022  |
| Julia Renczyńska                  | Dorota Kowalenko                          | 2019–2022  |
| Bartosz Waga                      | Wojciech Jarosz                           | 2020–2022  |
| Julia Drybczewska                 | Milena Dobek                              | 2021–2022  |
| Katarzyna Lipka                   | Natalia, dziewczyna Magdy                 | 2021–2022  |
| Adam Ziemba                       | Łukasz                                    | 2021–2022  |
| Kuba Grochmalski                  | Kuba                                      | 2021–2022  |
| Sandra Maślak                     | Gaja, współpracownica Arka                | 2022       |
| Dominika Przywara                 | Magdalena Staszak                         | 2016       |
| Marek Ulman                       | Gabriel Herman                            | 2016       |
| Danuta Bukowska                   | mama Magdaleny Staszak                    | 2016       |
| Marcel Opaliński                  | Kamil Pawlak                              | 2016–2017  |
| Natalia Koszyk                    | Jolanta Wysocka                           | 2016–2017  |
| Konrad Żygadło                    | Stanisław Matusiak                        | 2016–2017  |
| Patryk Dębosz                     | Paweł Kwapiński                           | 2016–2017  |
| Alicja Wróbel                     | Alicja Pawlak (matka Kamila)              | 2016–2017  |
| Marek Wolny                       | Marian Szumiec (ojciec Sebastiana)        | 2016–2017  |
| Aleksandra Polnicka               | Anna (była barmanka w Addiction)          | 2016–2017  |
| Aneta Jarosz                      | Barbara Szumiec (matka Sebastiana)        | 2016–2018  |
| Marcin Dąbrowski                  | Oskar Prus                                | 2016–2019  |
| Beniamin Andrzejewski             | Ireneusz Sobczak                          | 2016–2020  |
| Paulina Łabuda                    | Alicja Motyl                              | 2016–2020  |
| Grzegorz Widera                   | Marek Motyl (ojciec Ali)                  | 2016–2020  |
| Aneta Kołodziejek                 | Ewa Motyl (mama Ali)                      | 2016–2020  |
| Daniel Tecław                     | Bruno Wasiak                              | 2017       |
| Karolina Strauss                  | Ela Tkaczyk                               | 2017       |
| Kinga Brodecka                    | Pola Kaszuba                              | 2017       |
| Andrzej Skorupa                   | Miłosz Dusak                              | 2017       |
| Przemysław Niżnik                 | Roman Malewicz (ojciec Rafała)            | 2017       |
| Aleksander Janiszewski            | ojciec Zuzy                               | 2017       |
| Magdalena Nenko-Samborek          | matka Zuzy                                | 2017       |
| Katarzyna Zawadzka                | Bożena Bogusz, biologiczna matka Zuzy     | 2017       |
| Łukasz Pawlak                     | Jan Król                                  | 2017–2019  |
| Izabela Maciuszek                 | Marta Prus (mama Oskara)                  | 2017–2020  |
| Zofia Rusek                       | Zofia Sobczak (babcia Irka)               | 2017–2020  |
| Tymoteusz Kutz                    | Filip Sagaj                               | 2017–2021  |
| Ewa Jadczyszyn                    | Anna Wnyk (córka Wnyków)                  | 2018       |
| Tomasz Jadczyszyn                 | Piotr Wnyk (syn Wnyków)                   | 2018       |
| Sylwia Sokołowska                 | Patrycja Kapusta                          | 2018–2019  |
| Oskar Cempel                      | Szymon Regulski                           | 2018–2019  |
| Łukasz Darłak                     | Błażej Szymczak                           | 2018–2020  |
| Alicja Kłosińska                  | Ewelina Bączek (przyrodnia siostra Iwony) | 2019       |
| Jakub Palacz                      | Radosław Wolski (ojciec Magdy)            | 2019       |
| Rafał Pawłowski                   | adwokat                                   | 2019       |
| Katarzyna Piotrowska-Ornatkiewicz | Jolanta Gawrońska (matka Leny)            | 2016, 2019 |
| Dominik Maj                       | Mike (kuzyn Lucy)                         | 2017, 2019 |
| Paweł Szarpak                     | Mateusz Gawroński (ojciec Leny)           | 2017, 2019 |
| Przemysław Ścisłek                | Karol, były chłopak Sary                  | 2020–2021  |

## Historia emisji
Uwaga: tabela zawiera daty odnoszące się wyłącznie do pierwszej emisji telewizyjnej; nie uwzględniono w niej ewentualnych prapremier w serwisach internetowych (np. Player).
| Sezon       | Liczba odcinków | Pierwsza emisja telewizyjna | Pierwsza emisja telewizyjna | Pierwsza emisja telewizyjna | Pierwsza emisja telewizyjna |
| Sezon       | Liczba odcinków | Początek emisji             | Koniec emisji               | Pora emisji                 | Stacja telewizyjna          |
| ----------- | --------------- | --------------------------- | --------------------------- | --------------------------- | --------------------------- |
| 2016/2017   | 134 (1-134)     | 7 listopada 2016            | 19 maja 2017                | poniedziałek–piątek 16.30   | TVN                         |
| jesień 2017 | 69 (135-203)    | 4 września 2017             | 8 grudnia 2017              | poniedziałek–piątek 16.30   | TVN                         |
| wiosna 2018 | 71 (204-275)    | 12 lutego 2018              | 25 maja 2018                | poniedziałek–piątek 16.30   | TVN                         |
| jesień 2018 | 68 (276-344)    | 3 września 2018             | 7 grudnia 2018              | poniedziałek–piątek 16.30   | TVN                         |
| wiosna 2019 | 66 (345-410)    | 25 lutego 2019              | 31 maja 2019                | poniedziałek–piątek 16.30   | TVN                         |
| jesień 2019 | 68 (411-478)    | 2 września 2019             | 6 grudnia 2019              | poniedziałek–piątek 16.30   | TVN                         |
| wiosna 2020 | 37 (479-516)    | 24 lutego 2020              | 23 kwietnia 2020            | poniedziałek–czwartek 19.00 | TVN 7                       |
| jesień 2020 | 51 (517-567)    | 31 sierpnia 2020            | 3 grudnia 2020              | poniedziałek–czwartek 19.00 | TVN 7                       |
| wiosna 2021 | 63 (568-630)    | 22 lutego 2021              | 2 czerwca 2021              | poniedziałek–czwartek 19.00 | TVN 7                       |
| jesień 2021 | 54 (631-685)    | 30 sierpnia 2021            | 2 grudnia 2021              | poniedziałek–czwartek 19.00 | TVN 7                       |
| wiosna 2022 | 46 (686-732)    | 28 lutego 2022              | 23 maja 2022                | poniedziałek–czwartek 17.55 | TVN 7                       |

W 2022 roku podczas prezentacji wiosennej ramówki stacji TVN 7 poinformowano, że będzie to ostatni sezon, w którym serial będzie nadawany. W kwietniu 2025 pojawiły się doniesienia o reaktywacji serialu w nowej formule, który miałby się pojawić jeszcze w 2025 roku.